# 라온목장
라온목장은 제주특별자치도 제주시 한립읍 한창로 1171-11번지에 있는 목장이다. 주로 경주마를 육성하는 목장이다.

## 특징
라온목장에서는 경주마로 쓰일 말의 육성을 전담하는 목장으로 우수한 말을 배출하기 위한 마구간의 시설이 매우 잘되어 있다. 현재 대한민국에서 유명한 명마(名馬)인 라온퍼스트, 라온더파이터, 라온더스퍼트 등의 우수한 명마를 많이 배출한 목장이다. 목장을 관리하는 마주는 라온건설(주)의 회장인 손천수씨이며 현재 경주마를 총 22두 보유하고 육성 중에 있다.

## 같이 보기
- 경주마
- 목장